# Ист Пиорија (Илиноис)
Ист Пиорија (енгл. East Peoria) град је у америчкој савезној држави Илиноис. По попису становништва из 2010. у њему је живело 23.402 становника.

## Демографија
Према попису становништва из 2010. у граду је живело 23.402 становника, што је 764 (3,4%) становника више него 2000. године.
| Група             | 2000.          | 2010.          |
| Белци             | 21.867 (96,6%) | 21.985 (93,9%) |
| Афроамериканци    | 106 (0,5%)     | 236 (1,0%)     |
| Азијати           | 150 (0,7%)     | 239 (1,0%)     |
| Хиспаноамериканци | 293 (1,3%)     | 517 (2,2%)     |
| Укупно            | 22.638         | 23.402         |